# Emil Ernst Gottfried von Herder
Emil Ernst Gottfried von Herder (Weimar, 1 juni 1783 – Erlangen, 26 februari 1885) was een ambtenaar in dienst van het vorstendom Schwaben und Neuburg in Beieren en later rechtstreeks bij het koninkrijk Beieren. Hij was bekend als diegene die werken van zijn vader publiceerde, Johann Gottfried Herder een filosoof en vrijmetselaar.

## Levensloop
Von Herder was het zesde kind van Johann Gottfried von Herder en Maria Karoline Flachsland. Aangezien zijn vader in 1801 geadeld werd door de keurvorst van Beieren, droeg Emil von Herder sindsdien een adellijk predikaat. In 1822 huwde hij met Luise Huber (1795-1831), dochter van Ludwig Ferdinand Huber en Therese Huber, beiden schrijvers. 
In zijn jonge jaren werkte hij voor de regering in Schwaben und Neuburg. Later was hij adviseur voor vorst en regering van het koninkrijk Beieren. In München leidde hij de Koninklijke Beierse Centrale Boekenuitgeverij. Na zijn pensionering in 1839 verhuisde hij naar Erlangen. De universiteit van Erlangen verleende hem een doctoraat honoris causa naar aanleiding van de honderdste geboortedag van zijn vader. 
Geschriften van zijn vader publiceerde hij in 1846, zoals zijn moeder al eerder voor hem gedaan had. Hij vulde de geschriften aan met biografische notities. 
Het echtpaar had twee kinderen: Ferdinand Gottfried von Herder (1828-1896), hoogleraar botanica aan de universiteit van Sankt Petersburg en keizerlijk adviseur; Adele Luise Wilhelmine von Herder (1831-1908) huwde Karl Wilhelm Kuby (1829-1894), een arts in het Beierse Schwaben.